# تلویزیون مرکزی کره
تلویزیون مرکزی کره (انگلیسی: Korean Central Television) یک سرویس تلویزیونی است که توسط کمیته پخش مرکزی کره، یک صدا و سیمای دولتی در کره شمالی، اداره می‌شود.